# Csathó Elek
Csathó Elek (Csíkdelne, 1693. – Nagyszeben, 1741. május 14.) ferences rendi szerzetes.

## Élete
Erdélyi nemes családból származott, 1711. június 9-én lépett be a ferences rendbe, majd 1717. október 5-én pappá szentelték. 1720-ban Esztelneken bölcsészetet tanított, 1721-ben Csíksomlyón bemutatták egy passiójátékát. 1725–1727 között az erdélyi ferences custodia (őrség) titkára volt, 1727–29 a custos provincialis tisztséget töltötte be. Amikor 1729. június 4-én megalakult az önálló erdélyi ferences rendtartomány, Csathó lett ennek az első főnöke. Az 1730. április 18-án Medgyesen tartott közgyűlésen lemondott tisztségéről, de lemondását nem fogadták el. 1731-ben az ő közbenjárására kapta vissza a rend a szászsebesi kolostort. 1732–35 között tartományfőnök-helyettes volt, majd 1738-tól 1741-ben bekövetkezett haláláig ismét tartományfőnök lett. Az ő támogatásával épült a csíksomlyói templomtól az iskoláig vezető 117 méteres fedett folyosó 1741-ben.

## Munkái
- Theologia beatorum. Csik, 1727
- Deus discernens: seu dissertationes scholastico-dogmaticae de gratia et praedestinatione omnium sanctorum. Claudiopoli, 1739